# クリスチャン・シェンク
クリスチャン・シェンク (Christian Schenk、1965年2月9日-)は、ドイツの陸上競技選手。東ドイツ代表として出場した1988年ソウルオリンピック十種競技の金メダリストである。
シェンクは、1991年の世界陸上でも銅メダルを獲得している。しかし、1992年バルセロナオリンピックにはけがのため出場を逃している。翌年の1993年の世界陸上では4位に終わっている。
彼の自己記録は1993年の世界陸上で出した8500点である。走高跳は近年では見られなくなったベリーロールスタイルで跳ぶことで知られており、ソウルオリンピックでマークした2m27cmは十種競技における走高跳の最高タイ記録でもある。
山田芳裕の漫画作品デカスロンでは本人として登場している。

## 主な実績
| 年   | 大会                 | 場所                       | 種目     | 結果 | 記録 |
| ---- | -------------------- | -------------------------- | -------- | ---- | ---- |
| 1988 | オリンピック         | ソウル（韓国）             | 十種競技 | 金   | 8488 |
| 1990 | ヨーロッパ陸上選手権 | スプリト（ユーゴスラビア） | 十種競技 | 銅   | 8433 |
| 1991 | 世界陸上選手権       | 東京（日本）               | 十種競技 | 銅   | 8394 |